# Punta Pingüino
Punta Óscar ist eine Landspitze im Norden der Livingston-Insel im Archipel der Südlichen Shetlandinseln. Im Norden des Kap Shirreff, dem nördlichen Ausläufer der Johannes-Paul-II.-Halbinsel, bildet sie die nordöstliche Begrenzung des Playa Papúa.
Wissenschaftler der 45. Chilenischen Antarktisexpedition (1990–1991) benannten sie nach der hier ansässigen Pinguinkolonie.